# سنغي درة (درميان)
سنغي درة (بالفارسية: سنگی دره) هي مستوطنة تقع في إيران في قسم درمیان الريفي.